# Ernst von Rüchel
Ernst Wilhelm Friedrich Philipp von Rüchel, född den 21 juli 1754 i Ziezeneff, död den 14 januari 1823 i Haseleu, var en preussisk general.
von Rüchel kämpade 1792–1794 i Rhenländerna, slutligen som generalmajor och brigadchef, och blev därefter inspektör för samtliga militära utbildningsanstalter. Vid krigsutbrottet 1806 ställdes von Rüchel i spetsen för den vid Eisenach stående kåren, som hade till uppdrag att framrycka i Thüringen. Han drogs dock så småningom till Weimar och skickades under olycksdagen vid Jena (den 14 oktober) till Hohenlohes undsättning, men indrogs i nederlaget och blev själv sårad.